# Sporle with Palgrave
Sporle with Palgrave is een civil parish in het bestuurlijke gebied Breckland, in het Engelse graafschap Norfolk met 1011 inwoners.